# Дубасово (Пошехонский район)
Дубасово — деревня в Пошехонском районе Ярославской области России. 
В рамках организации местного самоуправления входит в Белосельское сельское поселение, в рамках административно-территориального устройства является центром Свердловского сельского округа.

## География
Деревня находится в северной части области, в подзоне южной тайги, при автодороге 78К-0010, на расстоянии примерно 12 километров (по прямой) к юго-востоку от города Пошехонье, административного центра района. Абсолютная высота — 172 метра над уровнем моря.
Климат
Климат характеризуется как умеренно континентальный, с продолжительной холодной зимой и коротким умеренно тёплым летом. Среднегодовая температура воздуха — 2,9 — 3,5 °C. Годовое количество атмосферных осадков — 500—750 мм, из которых большая часть выпадает в тёплый период. Преобладающее направление ветра юго-западное.
Часовой пояс
Дубасово, как и вся Ярославская область, находится в часовой зоне МСК (московское время). Смещение применяемого времени относительно UTC составляет +3:00.

## Население
| 2007 | 2010 |
| ---- | ---- |
| 184  | ↘157 |

Национальный состав
Согласно результатам переписи 2002 года, в национальной структуре населения русские составляли 99 % из 177 жителей

## Инфраструктура
Администрация Белосельского сельского поселения, фельдшерско-акушерский пункт (филиал Пошехонской центральной районной больницы), сельский клуб, колхоз «Новая жизнь».

## Памятники
- Погибшим землякам

## Общественный транспорт
Дубасово обслуживается пригородными автобусными маршрутами №№ 108 Пошехонье — Гужово, 121 Пошехонье — Тайбузино, междугородними маршрутами №№ 530 Ярославль — Пошехонье (через ЯОКБ), 530К Ярославль — Пошехонье, 537 Ярославль — Пошехонье.

## Улицы
Центральная, Магистральная, Школьная, Придорожная.